# 파이널 판타지 XIII
《파이널 판타지 XIII》(약칭 FFXIII)은 스퀘어 에닉스가 제작한 2009년 롤플레잉 비디오 게임이다. 《파이널 판타지》 시리즈의 13번째 본편 게임이다. 일본에서 플레이스테이션 3로 2009년 12월 17일 처음 출시됐다. 그 외 지역에선 2010년 3월 9일 플레이스테이션 3 및 엑스박스 360 플랫폼으로 발매됐으며, 2014년에 마이크로소프트 윈도우 이식판이 출시됐다.
게임 개발은 2004년에 시작했으며 2006년 일렉트로닉 엔터테인먼트 엑스포에 공식적으로 공개됐다. 《파이널 판타지 XIII》는 하위 시리즈 《파브라 노바 크리스탈리스》의 첫 번째 작품이자 스퀘어 에닉스의 크리스털 툴스 엔진을 사용한 첫 게임이었다. 출시 당시 일본과 서양 언론에서 대체적으로 긍정적인 평가를 받았으며 그래픽, 이야기와 전투 시스템이 장점으로 꼽혔다. 일본에서 2009년 판매량이 170만 장으로 시리즈 사상 가장 빨린 작품이 됐으며 2017년 기준으로 전세계 콘솔 판매량이 7백만 장에 달했다.
속편으로 2011년 《파이널 판타지 XIII-2》, 2013년 《라이트닝 리턴즈 파이널 판타지 XIII》이 발매됐다.

## 개요
파이널 판타지의 메인 시리즈로는 처음으로 고화질 영상 규격에 대응한 게임기로 출시되는 게임 타이틀이다. 본 작품을 포함한 프로젝트 「파브라 노바 크리스탈리스 파이널 판타지」는 라틴어로 「새로운 크리스탈 전설」이라는 의미로 『파이널 판타지 XIII』, 『파이널 판타지 영식』, 『파이널 판타지 XV』 등의 관련 작품이 하나의 ‘신화’를 배경으로 공유하면서 각각 다른 이야기를 전개한다.
일본에서 2009년 12월 17일에 플레이스테이션 3(PS3)으로 발매되었고 유럽에는 2010년 3월 9일에PS3와 엑스박스 360의 멀티 플랫폼으로 발표되었다. PS3 동봉판은 일본판 발매 시점에 생산되고 있던 상품 중에서는 가장 많은 용량의 HDD인 250GB로 색상은 PS3 본체의 크기가 작아진 후에 나온 물건들 중에는 처음으로 백색의 기본 색상으로 나왔다
2009년 4월 16일에 발매된 『파이널 판타지 VII 어드벤트 칠드런』의 초회판에 본 작품의 체험판 디스크가 동봉되었다.
초회 생산된 『FFXIII』는 2010년 발매된 『파이널 판타지 XIV』과 연동 캠페인이 실시되었다. 『FFXIII(동봉판 포함)』 초회 생산품에 동봉된 캠페인 코드로 PS3 판『FFXIV』의 베타 테스트 특별란 응모권 PS3 판 『FFXIV』의 발매 연기에 의해, 베타 테스트 실시 예정일이 2012년 10월경으로 연기되었고</ref>, PC 판 『FFXIV』의 게임 중에 캠페인 한정 아이템을 입수할 수 있었다. 캠페인 코드가 동봉되었던 『FFXIII』의 통상 패키지에는 초회 생산 물량이라는 것을 나타내는 스티커가 붙어 있다. 또한 캠페인은 일본에서만 실시되었다.
PS3판 일본 첫 주 판매량은 (2009년 12월 17일 - 12월 20일)은 엔터브레인 조사로 151.7만 장을 기록했다. 이 덕분에 PS3용 소프트 처음 밀리언 세일을 달성. 동시에 PS3 본체의 매상도 견인했다. 주간 판매 대수는 PS3의 발매 이후 최고인 24.5만 대를 기록했다. 얼티멧 히트판을 포함해 누계 판매량은 약 193만 장이다. 또한, 일본 매상은 전작 『FFXII』를 밑돌지만, 전 세계 판매량에서는 초월하는 실적과 하드 장착률을 달성했다.
한편으로 2010년 12월 28일에는 미국의 게임 정보 사이트 「GameTrailers」가 개최한 「Game of the Year Awards 2010」에서 「Most Disappointing Game(가장 기대했다 실망한 게임)」 부문에서 『FF13』가 노미네이트되었다.
2011년 1월 18일에 롯폰기 힐스에서 개최된 스퀘어 에닉스 제 1 제작부 관련 타이틀 컨퍼런스 『SQUARE ENIX 1st Production Department Premiere』에서 본 작품의 정식 속편인 『파이널 판타지 XIII-2』가 PS3과 Xbox 360으로 발매됨을 명확히 했고, 2011년 12월 15일 발매했다.
2011년 7월 21일에는 PS3판이 『얼티멧 히트 파이널 판타지 XIII』, Xbox 360 판이 『얼티멧 히트 인터네셔널 파이널 판타지 XIII 플라티나 콜렉션』으로써 각각 3,990엔(세금 포함)으로 재발매되었다.
일본 게임 대상 2009 퓨쳐 부문과 일본 게임 대상 2010 우수상을 수상했다.

## 시스템
『FFXIII』은 일직선 구조의 스토리다. 기본적으로 스토리 진행에 따라 무대가 계속 바뀌며, 이전에 통과한 장소는 몇몇 장소를 제외하고는 되돌아 올 수 없다. 스토리 후반부의 그랑＝파루스로 내려간 후에는 제한은 있지만 비교적 자유롭게 다닐 수 있다.

### 배틀 시스템
「ATB(액티브 타임 배틀 시스템)을 보다 스피드감 있게 진화시켰다」, 「커맨드의 연계나 동료와의 연계해가는 연쇄 시스템」, 『파이널 판타지 VII 어드벤트 칠드런』과 비슷한 배틀 테마이다.
커맨드를 입력 가능한 것은 리더로 설정한 캐릭터만이며 다른 캐릭터는 자동으로 행동한다. 본 작품에는 MP라는 개념이 존재하지 않으며 마법 등의 어빌리티는 ATB 바를 소비해서 발동하며 강력한 마법일 수록 소비되는 ATB바의 양도 많아진다.
배틀이 종료되면 HP는 완전히 회복되며 전투 불능 등의 상태이상도 해제된다. 배틀 종료 후에 직접 길(Gill 파이널 판타지의 화폐 단위)을 획득할 수는 없다. 길은 보물상자를 열어 직접 입수하거나, 배틀 등으로 입수한 아이템 중 필요 없는 것을 팔아 충당한다. 경험치가 차서 레벨업을 하는 시스템이 아니기 때문에, 전투 종료 후에 크리스탈 포인트(CP)가 주어진다. 이 CP는 크리스탈리움이라는 스테이터스를 향상시키는데 사용된다.
본 작품의 리더 캐릭터가 전투 불능이 되면 다른 동료가 건재해도 게임 오버가 된다. 게임 오버가 되면 전투 시작 직전 적과 조우하기 전으로 되돌아가 재시작하거나 게임을 종료할 수 밖에 없다.
거대한 모스터는 몸에 피격 부위가 존재하며, 통상 몬스터라도 형태가 변하거나 전투 모드가 변하는 등의 변화를 보일 때가 있다. 덧붙여 마법 등을 몬스터에게 걸어둔 상태라도 몬스터가 형태를 변화시키면 그 효과가 해제된다. 공격 모션은 연출이 아닌 리얼타임으로 물리처리된다. 적이 다른 캐릭터의 공격으로 죽거나, 날라가는 타이밍에 맞춰 공격하면 당연히 공격은 적 형상과는 상관 없이 허공을 베며 미스(Miss)로 처리된다. 이때문에 체감적으로는 커맨드 배틀이면서도 오토 액션 게임과 같은 처리로 전투가 진행된다.
플랫폼은 PS3이며, 덕분에 이전까지 시리즈보다도 복잡한 프로그램을 짤 수 있게 되었으며 본 작품은 DS 판 『FFIV』과 어깨를 나란이할 FF 시리즈 중에서도 고난이도의 게임이다. 예를 들면, 일정 조건으로 행동 패턴이 변하는 적은 그 동안에도 『FFX』의 ‘시모어’나 『FFX-2』의 ‘오버소울 가능한 몬스터’ 등이 있었으나, 이번 작품에서는 전투 중에 일정 조건을 만족하면 행동 패턴이 변하는 적이 굉장히 많으며 배틀 후반이 되면 강력한 공격으로 변하는 패턴이 많다. 본 작품은 전투 난이도가 높기에 ‘전투 재시작’을 하거나 ‘배틀 랭크’가 낮게 나오면 스모크(일시적으로 능력을 높일 수 있다) 종류의 아이템을 쉽게 입수할 수 있는 등의 구제 장치가 있다.
심볼 엔카운트
본 작품에서는 필드에서 적을 볼 수 있기 때문에, 필드에 적과 접촉하면 근처의 다른 적도 함께 휘말려 신속하게 전투용 필드로 이동된다.
전투에 돌입했을 때 「도망친다」 커맨드가 없기 때문에 전투 중에 도망칠 수 없게 되었다. 만일 전투에 돌입한 경우 전투 중에 게임 오버되어 재시작(리스타트)을 선택하는 것으로 적과 접촉하기 전의 상태로 돌아갈 수 있다.
전투를 피해 필드 상의 적을 통과하기 위해서는 테크닉이 필요하며 전용 스모크를 사용해야할 경우도 있다.
기습공격
적이 눈치채지 못하게 접촉하면 기습공격이 성립되며 전투가 개시되자마자 자동으로 선제 공격을 한다. 따라서 적을 브레이크 되기 직전의 상태까지 몰아붙이고 전투가 시작된다. 리절트(전투 후 전투 성과) 평가도 상승한다.
전투 성과 화면(리절트 화면)
전투에서 승리하면 리절트 화면에서 평가에 들어간다. 파티 및 적의 강함과 습격 여부 등 여러 조건에서 산출되며, 전투의 목표 시간을 주된 기준으로 산출한다. ★의 수로 표시되는 배틀 랭크가 높을 수록 TP가 많이 회복되며, 레어 아이템 획득 확률도 상승한다. 랭크가 낮으면 특전은 없지만 스모크 종류의 아이템을 쉽게 입수할 수 있는 메리트가 있다. 일반적으로 스모크 종류 아이템은 굉장히 귀중한 것이며 상점에서 구입할 수 있는 것도 게임 후반부부터이며 가격도 비싸다.
재시작(리스타트)
전투에서 리절트 화면으로 이동하기 전이라면 리스크 없이 재시작 가능하다. 실행하면 적과 접촉하기 전으로 되돌아간다. 전투시에 사용한 아이템과 TP, 전투 전에 사용한 스모크는 모두 원래대로 돌아와있다. 또한 게임 오버시에도 재시작을 선택할 수 있다. 그 대신 전투 중에 도망칠 수 없고 전투를 피하고 싶다면 접촉을 안하는 것 외에 방법이 없다.
적 리포트
메뉴에서 “오토 클립” 안의 항목에서 열람이 가능하다. 적의 정보가 모두 축적된다. 본 작품에서는 적의 정보나 특징에 관해 스킬 라이브라(적 정보를 파악하는 스킬), 혹은 아이템 라이브라 스코프(대상이 단일 개체인가 단체인가에 따라 차이가 존재)를 반복해 거는 것으로 적 정보를 단계적으로 확인이 가능하며 또한 사용하지 않아도 전투를 반복하면 캐릭터가 경험치로 기억해 나가며 이것은 AI의 행동에 영향을 준다. 구체적으로는 판명된 적의 특징에 맞춰 행동을 취하게 된다.
세이브 포인트・상점
세이브 포인트와 상점은 연동되어 있으며 코쿤의 웹 사이트에 접속해 구입하는 형식임으로 어느 세이브 포인트를 사용해도 같다. 특정 적을 쓰러뜨리는 등에 의해 상점의 종류가 증가한다.

### 액티브 타임 배틀(ATB)
본 작품의 액티브 타임 배틀(ATB) 게이지는 몇 개의 슬롯으로 나뉘어 있는 것이 특징이다. 커맨드에는 코스트가 설정되어 있으며, 슬롯 1개 당 코스트 1의 기술을 발동시킬 수 있다. 또한 선택한 커맨드를 스톱시킬 수 있는데 △버튼을 눌러 ATB 게이지가 MAX가 되면 선택했던 커맨드를 순차적으로 한 번에 발동시킬 수 있다. 슬롯마다 커맨드를 입력해 연속공격을 노리거나 다수의 슬롯을 일시에 소비해 강력한 공격을 노릴지는 플레이어의 판단.
강력한 공격을 받아 넘어지면 행동이 방해받는다. 방해받는다는 것은 실행하려 했던 공격이 캔슬이 된다는 뜻이다. 캔슬되도 해려했던 공격의 ATB 게이지는 소비되지 않는다.
공격 행동 중에 ×를 누르면 공격을 도중에 종료시킬 수 있다.
리더의 커맨드 입력은 수동으로 기술・마법을 하나씩 입력하는 방법과 자동으로 결정되게 하는 방법이 있다. 어느 쪽을 초기 상태로 정할 지는 메뉴의 콘픽에서 선택이 가능하며, 자동으로 해서 생략되게 하려면 ○버튼을 연타하는 것만으로 전투를 끝내는 것도 가능하다.
아이템 사용과 TP 어빌리티(소환・라이브라 등)은 ATB에 관계 없이 즉석에서 발동 가능하다. ATB 게이지의 소모도 없다.

### 체인과 브레이크와 쳐 올리기
적을 공격하면 화면 오른쪽 위의 체인 보너스와 체인 게이지가 상승한다. 공격이 도중에 끊기면 게이지가 감소해 간다. 제로로 돌아오기 전에 공격을 이으면 체인 수가 증가한다. 체인 중에는 일반적으로 보다 높은 데미지가 들어간다. 또한 보너스가 오른쪽 고정수치보다 상승하면 적을 브레이크 상태로 만들 수 있다. 브레이크하면 적은 브레이크 상태가 되며 게이지가 0이 되면 다시 체인 게이지를 모을 수 있다. 체인 게이지를 모으는 방법에 따라서 브레이크 시간이 크게 달라진다.
브레이크 중에는 체인과는 다른 데미지가 추가로 들어가며, 이 상태의 적에게 타이밍 좋게 공격을 성공시키면 적의 강력한 특수 공격을 캔슬시키는 것도 가능하다. 또한 브레이크 상태에 어태커의 오토 어빌리티 「스매쉬 어퍼」에 의해 「싸우다」를 변화시켜 쳐 올릴 수 있게 된다. 쳐 올린 상태에서 공격이 들어가면 거대한 데미지가 들어가면서 적이 못움직이는 상태가 된다. 단, 적의 종류에 따라서 쳐 올릴 수 없는 경우도 있다.
브레이크에 따라서 형태가 변화하는 적이 있는 등 대체로 대폭 적이 약해지기 때문에 얼마나 빨리 적을 브레이크 상태로 만드느냐가 공략 포인트다. 또한 적의 특수 공격 중 일부는 브레이크 중에 공격해도 캔슬 불가능하다.

### 소환수 시스템
소환수는 루시 한 명 당 1마리만 가능하며 특정 이벤트로 싸워 “인정 받는”(쓰러뜨리는 것이 아니다) 것으로 습득할 수 있다. 소환자가 성장할수록 소환수도 자동적으로 성장한다. 피니쉬 기술 레벨은 전투 중에 소환수와 연대해 싸울 수록 상승한다. 소환을 하려면 TP(택티컬 포인트)가 필요하다. CP는 전투 종료시에 리절트 랭크에 따라 습득되며 특정 아이템을 사용해 보충하는 것도 가능하다. 전투 멤버 중 누군가 ATB 게이지가 다 차서 사용하기 위한 커맨드를 성공시키면 TP 게이지가 회복된다. 또한 팡이 특정 무기로 브레이크에 성공해도 회복된다.
소환수와 싸울 때는 드라이빙 게이지를 모아 최대치가 되면 □ 버튼을 눌러 소환수에게 “인정 받는다”. 드라이빙 게이지를 모으는 법은 소환수에 따라 다르다.
소환
소환 중에는 소환자와 소환수만 파티로 싸운다. 소환자의 TP 게이지가 DRIVE 게이지로 변화해 체인을 이어가는 것으로 증가한다. 이 게이지의 양이 많을 수록 드라이빙 모드로 돌입할 때의 총 코스트가 증가하며, 증가한 코스트 만큼 드라이빙 모드에서 기술을 많이 사용할 수 있다.
소환 중에 소환자의 HP가 0이 되면 소환이 끝나 소환수가 귀환한다.
SP(서몬 포인트)
소환수의 HP를 의미. 적의 공격을 받거나 시간이 지날 수록 줄어들며 일정량까지 줄어들면 드라이빙 모드의 게이지도 같이 감소해버리기 때문에 SP가 제로가 되면 소환이 끝나 소환수가 귀환한다.
SP가 제로가 되기 전에 □ 버튼을 누르면 드라이빙 모드로 돌입할 수 있다.
드라아빙 모드
드라이빙 모드는 소환수가 말이나 차로 변해 수환수를 타고 싸우는 모드다.
아날로그 스틱과 버튼을 조합해 공격한다. 기술 이름 옆의 수치는 발동에 필요한 코스트로 기술을 사용하면 회면 왼쪽 아래 코스트의 총량이 줄어든다.
드라이빙 모드 중에는 미터기의 바늘이 가리키는 붉은 게이지가 시간이 지날 수록 줄어들며, 제로가 되기 전에 기술을 사용하면 게이지가 최대치까지 되돌아가며 다시 줄어든다. 시간 내에 기술을 사용하지 않거나 남은 총 코스트가 제로가 되면 소환수가 자동적으로 피니쉬 기술을 사용하고 귀환해버린다.
코스트 게이지가 남아 있어도 수동으로 피니쉬 기술을 발동하면 소환수가 기술을 사용한 후 귀환한다.
귀환 후
소환수가 귀환하면 아군의 모든 상태이상이 회복된다. 단, 죽음의 선고는 제외
모은 체인 게이지가 리셋되면 브레이크 상태도 해제된다.

### 옵티머
작전과 비슷한 의미. AI로 움직이는 파티 멤버의 롤(역할) 을 결정, 변경해 행동을 제어하는 시스템. 전투 중에 L1 버튼을 누르면 옵티머 일람이 표시되며 언제나 몇번이고 변경 가능하며 파티 전력과 행동 패턴을 변화시킬 수 있다.
옵티머는 사전에 세팅해둔 것 중에서 선택하는 구조이다. 각 멤버(최대 3인)의 역할을 개별적으로 변경하는 것이 불가능하고 정해진 최대 6 종류인 옵티머로만 세팅할 수 있기 때문에 사전에 전투 상황에 맞는 옵티머를 세팅해두어야 유리하다.

### 롤(역할)
기존 시리즈의 직업과 비슷. 캐릭터의 능력과 어빌리티는 세팅한 롤에 따라 변화한다. 또한 고유의 보너스 효과도 얻을 수 있으며 파티 전체에 효과가 미친다. 같은 역할의 캐릭터가 있다면 효과가 보다 강해진다. 롤 레벨이 오르면 효과의 위력도 상승한다.
영문판에서는 대부분 군 병사의 역할과 연관된 명칭이 되었다.
| 롤           | 특징 |
| ------------ | --- |
| 어태커 ATK   | 공격에 특화된 롤. 주로 무속성 공격. 보너스 효과는 공격 데미지 증가.                                                |
| 블래스터 BLA | 체인을 이어가는 능력에 특화된 롤. 속성 공격에 특화. 보너스 효과는 체인 게이지 증가율 상승.                         |
| 디펜더 DEF   | 방어에 특화된 롤. 도발 등의 어빌리티도 습득. 보너스 효과는 피격 데미지 감소.                                       |
| 힐러 HLR     | 회복에 특화된 롤. 공격은 하지 않는다. 보너스 효과는 아이템과 마법의 회복량 증가.                                   |
| 엔핸서 ENH   | 파티 지원용 롤. 프로테스, 헤이스트 등을 습득한다. 공격은 역시 하지 않는다. 보너스 효과는 강화효과의 지속시간 상승. |
| 재머 JAM     | 상대를 약화시키는 롤. 바이오, 슬로우 등을 습득해 데미지를 주는 것도 가능. 보너스 효과는 약체효과의 지속시간 상승.  |

### 크리스탈리움
본 작품의 성장 시스템은 배틀로 습득한 CP(크리스탈 포인트)를 사용해 스테이터스를 상승시키거나 어빌리티를 습득해 롤 마다 성장시켜 나간다. 파이널 판타지 X의 「스피어 반」에 가깝지만 크리스탈리움은 캐릭터마다 따로따로이며 자유도도 높지 않다.
크리스탈리움은 같은 종류의 롤이라도 캐릭터마다 다르다. 원반은 다층구조로 중앙의 크리스탈에 도달하면 위쪽의 원반으로 이동한다. 또한 크리스탈리움에도 레벨이 있어 기본적인 스토리 진행만으로 상승한다. 이에 따라서 원반의 증가 나아가서는 습득 가능한 크리스탈리움의 최대수도 증가된다. 크리스탈리움 레벨은 최대 10까지 상승하며 게임을 클리어하지 않는 경우 최대 레벨 9까지 상승한다.
상세한 사항은 아래와 같다.
1. 우선 성장시키고 싶은 롤을 정한다.
2. 원반 면이 나타난다. 파워라인으로 연결된 크리스탈이 배치되어 있으며 CP를 소비하는 것으로 그 라인을 따라 진행 가능하다.
3. 크리스탈에 도달하면 어빌리티를 습득하거나 스테이터스 보너스를 얻거나 한다. 크리스탈은 5종류가 있으며, HP・물리공격・마법공격 등의 수치 상승, 어빌리티 습득, 악세사리 장착 가능 개수 증가, ATB 슬롯 증가, 롤 레벨 상승의 5가지이다.

### 개조
소재를 사용해 장비품을 강화하는 시스템. 장비품은 소재를 사용해 개조하면 경험치가 모여 레벨 업하면 성능이 올라가며 어빌리티가 부여되기도 한다. 장비품은 각각 레벨 한계치가 있으며, 레벨이 ★로 표시되는 장비품은 특정 소재로 아이템 체인지 가능하다. 아이템 체인지하면 이름과 외관 성능이 변한다. 아이템 체인지한 무기는 대개 한계까지 개조한 장비품보다 일시적으로 성능은 떨어지지만, 더욱 개조를 거듭해나가면 개조 전의 장비품을 상회하는 성능을 지니게 된다.
소재
경험치의 상승 폭은 소재마다 정해져 있으며, 그 중에는 경험치 보너스(＝경험치에 필요한 배율, 최대 3배)를 줄여버리는 것도 있다. 소재는 크게 3개 장르로 나뉜다.
또한 소재의 장르는 소재의 이름 왼쪽 아이콘으로 환인 가능하다.
기계소재 - 비교적 경험치가 높고 경험치 보너스가 감소. 나사와 같은 아이콘.
생체소재 – 비교적 경험치가 낮고, 입수가 쉬고 경험치 보너스도 증가한다. 덩굴같은 아이콘.
광석소재 – 아이템 체인지 용 소재. 경험치 입수와 경험치 보너스가 변하지는 않는다. 돌과 같은 아이콘.
해체
해체한 장비품은 없어지지만 대신 소재를 입수할 수 있다. 가끔 그 중에는 해체로만 습득 가능한 소재도 있다.
또한 해체 대상의 아이템 레벨에 따라서 입수 가능한 아이템이 증가하는 경우도 있다.

### 장비품
본 작품에서는 장비할 수 있는 건 무기와 악세사리만이다. 여기에 어빌리티가 부여된다.
무기
무기는 하나만 장비 가능하기 때문에 적에 따라, 롤의 특성에 따라 다수의 무기를 상황에 따라 잘 판단해 골라 쓴다. 캐릭터마다 사용 가능한 무기 카테고리가 정해져 있으며 무기를 개조해도 변하지 않는다. 배틀 중에 바꿀 수 없다.
악세사리
초기에는 한 개만 장착하나 성장하다보면 최대 4개까지 장착한다. 개조로 성능 향상이 가능하며 기존 방어구와 같은 용도로 사용 가능하다.
장비 어빌리티
장비품에 부가되는 어빌리티. 직접 공격과 마법 위력을 향상시키는 것으로 일정 조건으로 ATB 게이지나 쎼를 회복시키는 것과 프로테스, 헤이스트, 각종 속성 강화 등의 스테이터스 효과를 부여하는 것 등 다양하다.
연쇄 어빌리티
특정 무기와 악세사리를 조합하면 특수한 어빌리티가 붙는다.

### 초코보
어떤 미션을 클리어하면 아르카키르티 대평원에 한해 초코보에 탑승할 수 있다. 초코보에 타면 걷는 것보다 상당히 빠르며 안전하게 이동할 수 있다. 또한 걸어서는 갈 수 없는 특정 장소로 점프해서 갈 수 있다.
초코보에 탑승 중에는 적과 마주치면 화면 왼쪽 아래에 표시되는 “LIFE”(할 마음)이 하나 줄어든다. LIFE가 모두 없어지면 탑승 불가능하게 된다.
LIFE는 적과 접촉하지 않고 일정 시간 계속 달리기만하면 점차 회복 된다.
또한 초코보는 땅 속에 묻혀있는 보물을 발견하는 능력을 가지고 있다. 초코보에 탄 채로 이동하면 초코보의 머리 위에 표시되는 “!” 아이콘이 보인다면 그 주변에 보물이 있다는 표시이다. 보물에 가까워질 수록 아이콘의 움직임이 격렬해진다.
초코보는 보물이 있는 방향으로 머리를 향한다.

### 명비(冥碑)와 미션
파루스 대지에 흩어져 있는 명비로부터 미션을 받아 지정된 몬스터를 토벌한다. 명비를 만지면 미션을 받을 수 있으면, 그 때 타겟 몬스터나 그 출몰 지역, 난이도 등의 정보가 표시된다. 타겟 몬스터를 토벌하면 보수를 얻고 미션은 한 번 클리어 후에 몇 번이고 재도전 가능하다.
특정 미션을 클리어하면 잠들어있던 명비가 눈을 뜨기 때문에 다른 미션을 받을 수 있게 된다.
특수한 명비인 「텔레포의 명비」(미션을 클리어하면 워프 포인트로써 사용 가능), 「명비의 결계」(미션을 클리어하면 봉쇄된 에리어가 봉인 해제됨)도 존재한다.

### 오토 클립
메뉴에 있는 도움말과 용어사전 등을 집약한 시스템. 자동적으로 수집되며 새로운 항목이 추가되면 화면에 통지된다.
- 용어 – 메인 스토리를 진행하면 추가됨
- 13시간 – 스토리 발단이된 13일간 벌어지는 일들이 점점 밝혀진다.
- 인물, 전설과 역사, 지역과 시설, 성부와 사회 – 각각 캐릭터와 용어 해설.
- 파루시 – 작품 속에 등장하는 다양한 파루시 해설.
- 단편의 장 – 특정 미션과 서브 이벤트를 하면 추가되며 메인 스토리를 보완하는 세계 설정.
- Tips – 시스템의 해설. 기본 조작편・배틀편・필드편・메뉴편이 있다.
- 에너미 리포트 – 적을 쓰러뜨리거나 라이브라를 사용하면 추가된다.

## 등장 인물

### 파티 멤버
멤버는 전원 마법 등 특수한 힘을 사용하는 「루시」라 불리는 존재(일부를 제외하고 스토리 과정에서 「루시」로 취급된다). 불합리한 상황에 처해 어쩌다보니 행동을 함께하게 된 사이일 뿐이기에 초반에는 멤버들 사이가 좋지 않다(특히 라이트닝과 스노우, 스노우와 호프). 그렇지만 진실이 밝혀짐에 따라 멤버들도 정신적으로 성장해 나가고 그에 따라 서로 이해해가며 단결하게 된다.
라이트닝(Lightning) / 에크레르･파론(Éclair Farron / Claire Farron)
성우 - 사카모토 마아야 / 앨리 힐리스 / 모션 연기 – 나카지마 나호(中島菜穂)
여성 / 소환수: 오딘 / 드라이빙 모드: 백마 / 크리스탈의 형태: 장미 / 고유 어빌리티: 신 드라이브(BLA)
본 작품의 주인공. 21세. 신장 171츠. C 컵. 루시의 낙인이 왼쪽팔에 있다. 냉정하고 침작하며 한 번 결정한 것은 끝까지 관철하는 신조를 가지고 있다. 여동생 세라에게 조금 과보호적인 면이 있으며, 15세에 양친을 잃고 「여동생을 지킬 수 있게 어른이 되고 싶다」라고 생각해 본명 대신 「라이트닝」이라 스스로를 칭하며 자신과 여동생이 먹고 살기 위해 군에 지원했다.
일찍이 양친을 잃었기에 누구도 의지하지 않고 스스로 살아가야 한다는 압박감 속에 성장해 왔기에 좋게 말하면 자립심 강하고 나쁘게 말하면 누구에게도 마음을 열어주지 않는다. 때로는 군에 입대한 목적조차 잊은 채 일에 몰두할 때면 여동생에 대한 일조차 건성으로 넘겨버린다. 여동생이 루시가 된 것을 여동생을 잘 챙겨주지 못한 자신 탓으로 생각하고 있으며 강한 책임감을 느끼고 있다. 요리를 못한다.
원래는 성부의 경비군 「보덤 치안연대」에 소속된 군인이지만, 세라를 구하기 위해서 스스로 퇴역해 ‘파지’에 지원해 열차에 탄다. 원래 성부 관계자와 군인은 파지 대상이 아니다. 어쨌든 행그도엣지에서 성부군(PSICOM)의 손에서 사람들을 도망치게 한 후에 이적(異跡)을 좇아 파루시로부터 세라를 구할 예정이었으나 반대로 루시로 선택받아 쫓기는 신세가 되어버렸다. 루시의 사명을 짊어진 세라와 그녀를 구하려하는 스노우의 우직함에 눈을 돌려 싸움터를 향해 도망쳤는데 더욱이 원래부터 누구도 신뢰하지 못하고 특히 자신을 따라오는 호프를 걸리적거린다며 강하게 뿌리치지만 그래도 따라오는 호프 앞에 마음이 변해가며 이후 다른 동료에게도 적극적으로 의지하면 협력하게 된다. 길에서 호프의 아무렇지도 않은 말에 파루시에 의해 스스로의 마음 깊은 곳에 자리 잡고 있던 절망을 깨닫고, 희망을 잃는다. 그러나 세라를 되찾을 가능성, 그리고 자신의 약함에 정면으로 마주해 동료들과 함께 운명과 싸우는 길을 택한다. 그녀는 스노우도 조금은 인정하게 되었으며 팡과 행동을 같이하면서 마치 그녀와 세라처럼 팡도 바닐라를 지켜야할 존재로 여기는 것을 보며 그녀 자신과 닮음을 느껴 다른 멤버보다 친해진다. 스토리에서 특히 중요한 장면에 서로 협력한다.
검과 총을 복합한 무기로 싸운다. 특별하게 튜닝된 무기를 지급 받은 적도 있고, 우수한 전투능력을 가지고 있다. 군대 안에서도 엘리트만 지급 받는다는 ‘유사 중력 마법 발생장치’ 「그라비티・기어」를 사용하지만 본 편 시나리오 중에 고장나버린다. 단, 게임 후반부에 수리되며, 이때 습득한 전용 기술 ‘신 드라이브’를 사용하면 중력을 조작해 펼치는 연속공격을 볼 수 있다.
또한 본 편 중 한 번만 라이트닝을 「뇌광」으로 표기한다.
『파이널 판타지 인 이타다키 스트리트 모바일』와 『디시디아 듀오데심(duodecim) 파이널 판타지』, 『시어트리즘(THEATRHYTHM) 파이널 판타지』에도 등장.
스노우・빌리어스(Snow Villiers)
성우 - 오노 다이스케 / 트로이 베이커 / 모션 연기 - 오바타 마코토(小幡誠)
남성 / 소환수: 시바(스티리아&닉스) / 드라이빙 모드: 모터사이클 / 크리스탈의 형상: 하트 / 고유 어빌리티: 룰러 피스트(ATK)
21세. 신장 200cm. 덥수룩한 수염을 기른 와일드한 청년. 파티 멤버 중에서 가장 좋은 체격을 가지고 있다. 「뢰(雪)」를 의미하는 이름과는 반대로 항상 긍정적인 생각으로 살아가는 열혈 청년으로 주변을 잘 보살피는 성격이나 그 때문에 라이트닝과 호프로부터 강한 반감을 산다. 특히 호프와는 커다란 응어리가 있기 때문이기도 하다.
반 성부조직(본래는 자경단) 「소라」의 리더로 파지될 뻔 했던 사람들을 구출하기 위해서 멤버와 같이 행그드엣지에서 게릴라 활동을 벌이며 단신으로 이적(異跡)에 올라탄다. 루시의 낙인은 왼팔에 있지만, 그것을 숨기거나 하지 않는다. 세라와 서로 사랑하는 사이이다. 평소에 쾌활한 성격의 소유자이나 라이트닝은 그의 성격을 별로 좋게 생각하지 않는다. 스노우 자신은 진지하게 세라와 장래를 생각하고 있으며 세라가 루시라는 것을 알게되었을 때는 역시 쇼크를 받았으나 함께 사명을 완수해서 그녀의 부활을 위해 전력을 다하는 것과 그리고 그 마음의 버팀목이 되고 싶다는 마음으로 세라에게 프로포즈해 흥쾌히 승낙 받는다. 라이트닝을 「형수」라 부르며 세라와의 결혼을 반대하자 그녀에게 인정 받으려 애쓴다. 자기 때문에 죽게 된 호프의 어머니・노라에 대한 죄책감이 마음 속 깊이 남아있으나, 호프가 그녀의 자식이라고는 알지 못한 채 그 일을 관해 낙관적인 말투와 행동거지로 호프로부터 증오 받는다. 그러나 호프가 노라의 자식이라는 것을 알고 나서는 이제가지의 언동을 사과하고 그와의 관계를 회복한 후에는 나이차가 나는 형제같은 관계로 변해간다.
신체 능력을 향상시키는 코트를 두르고, 총화기 상대로도 맨손으로 싸운다. 체력이 높은 것이 특징.
요르바＝다이아・바닐라(Oerba Dia Vanille)
성우 - 후쿠이 유카리 / Georgia Van Cuylenburg / 모션 연기- 가쓰라 아사미(桂亜沙美)
여성 / 소환수: 헤카톤케일 / 드라이빙 모드: 마도아머 / 크리스탈의 형상: 사과 / 고유 어빌리티: 데스(JAM)
19세(＋600세). 신장 161cm. 트윈테일이 특징인 소녀. 명랑쾌활하며 가슴 속 깊은 곳에 강고한 결의를 숨기고 있다. 낙인의 위치는 왼쪽 허벅지. 자세한 성장 과정이나 행동의 목적에 관해서는 종종 수수께에 쌓인 면을 볼 때가 있다.
그 정체는 수백년 전, 묵시 전쟁에서 싸웠던 그랑＝파루스의 루시이며, 한 번 사명을 완수해 크리스탈이 되었으나 어떤 계기로 팡과 함께 눈을 떳다. 그 후 에우리데 협곡에서 사고가 나서 팡을 떠나 도착한 보덤에서 고향 그랑＝파루스에 돌아갈 목적으로 파지에 탑승한다. 어쩌다가 행그드엣지에서 만난 호프와 같이 라이트닝 일행과 동행하며 몰래 팡을 찾는다. 삿즈와 서로의 처지에 대해 얘기하면서 스스로의 행동이 돗지(삿즈의 아들)가 루시로 선택받게 된 원인이었다는 것을 알게 된다. 삿즈에게 죽임을 당하는 것으로 죄를 갚으려 할 정도로 일시적으로 심적인 압박 속에 살지만, 몸을 돌보지 않고 도와주러 온 팡과 라이트닝 일행의 모습과 바닐라 자신을 향한 삿즈의 외침 덕분에 살아갈 희망을 되찾는다.
묵시 전쟁의 참혹한 기억을 가지고 있기에 사명을 수행하는 것 때문에 사람의 목숨이 사라지는 것을 두려워한다.
본 작품에서 나레이션을 담당하고 있어서 스토리 진행 장소 여기저기에서 그녀의 나레이션을 들을 수 있다.
무기는 낚싯대를 떠올리게 하는 와이어 로드
삿즈・캇츠로이 (Sazh Katzroy)
성우 - 에바라 마사시 / 리노 윌슨 / 모션 연기 - 기쿠마 아키히코(菊間秋彦)
남성 / 소환수: 브륜힐데/ 드라이빙 모드: 자동차 / 크리스탈의 형상: 깃털 / 고유 어빌리티: 데스페라도(BLA)
40세. 신장 189cm (머리 포함). 새 둥지 모양의 아프로 헤어가 특징으로 머리카락 속에 초코보 병아리가 살고 있다. 루시의 낙인은 가슴에 있다. 사회적인 차이를 분간할 줄 알며 의리와 인정이 많고 눈물도 많다. 「아빠다~」라고 버릇처럼 말하곤 한다. 원래는 비공정 조타수를 지냈으며 한 번쯤은 장거리 비행함의 함장을 한 적도 있을 정도로 능력자이나 아내의 죽음을 계기로 아들 돗지를 위해서 집을 비우지 않도록 단거리함으로 보직을 이동했다.
코쿤의 파루시로부터 루시로 선택받은 루시를 시해(シ骸)나 크리스탈로 만들게 놔두지 않겠다며 「파루시를 파괴한다」라는 목적으로 행동을 개시. 라이트닝과 만나 그녀와 함께 파지 열차에 탑승. 라이트닝의 행동에 용기를 얻고 또 얘기는 하지 않지만 목적지가 일치한다는 것에서 행동을 같이한다.
합체시키면 라이플도 되는 2정의 권총으로 원거리 공격에 특화.
호프・에스토하임 (Hope Estheim)
성우 - 카지 유우키 / 빈센트 마텔라 / 모션 연기 - 나카무라 쓰바사(中村翼)
남성 / 소환수: 알렉산더 / 드라이빙 모드: 요새 / 크리스탈의 형상: 별 / 고유 어빌리티: 라스트리조트(BLA)
14세. 신장 153cm. 파룸포룸에 아무런 부족함 없는 생활을 보냈던 상류층 소년. 낙인은 왼쪽 팔에 있으며 글로브로 숨기고 있다.
성부의 파지에 대한 반란이 일어났을 때 어머니 노라가 전투로 숨지자 그녀를 반란으로 말려들게 하고 자신을 루시로 만들기까지 한 스노우와 성부군을 증오하고 있다. 일시적으로는 라이트닝과 공모해 복수의 이름으로 스노우를 살해하려고 하였다. 그 후 라이트닝이 복수의 중지를 제안하자 혼자만이라도 기회를 엿보길 계속했다. 한 때는 살해 직전까지 갔지만 결과적으로 실패로 끝난다. 그 때 스노우를 증오하는 것이 자신에게 있어서 싸움의 이유, 살아가는 목적이 되어버린 것을 깨닫는다. 스노우가 겉과 달리 속으로는 호프의 어머니 노라의 죽음에 대한 죄책감을 무겁게 받아들이고 있다는 것을 알게 된 후에는 그를 향한 응어리도 해소된다. 또한 가정을 돌보지 않다고 싫어했던 아버지 바르토로메이의 애정을 알게 되고, 그와 마주보고 얘기할 수 있게 되는 등 스토리 진행에 따라 커다랗게 성작해 나아간다. 또 호프라는 이름 자체도 「희망」이라는 의미이기에 스토리 속에서 단 한 번 라이트닝이 「호프」를 「희망」으로 표기했다. 파티에서 가장 어린 소년이기에 기본적으로 동료들을 존칭으로 부르지만 스노우만은 쌓인게 해소된 후에도 존칭을 쓰지 않으며, 이 때문에 스노우에게도 핀잔을 들었다. 또한 호기심이 왕성해 정체모를 하계의 병기를 흥미 때문에 기동시켜 위기에서 빠져나가기도 하며, 반대로 위기에 빠지기도 하는 등 부주의한 모습을 보이기에 라이트닝을 질리게 할 때도 있다.
부메랑으로 싸우며 루시가 된 이후로는 주로 마법 공격과 회복 중심이다.
요르바＝윤・팡 (Oerba Yun Fang)
성우 - 안도 마부키(安藤麻吹) / 레이철 로빈슨 / 모션 연기- 기미시마 루미코(君嶋ルミ子)
여성/ 소환수: 바하무트 / 드라이빙 모드: 비룡 / 크리스탈의 형상: 꽃잎 / 고유 어빌리티: 하이윈드(ATK)
21세(＋600세). 신장 175cm. 성부군의 기병대와 행동을 같이하고 있는 검은 머리카락의 여성. 왼쪽 어깨에서 팔꿈치까지 커다란 문신이 있다. 루시의 낙인은 오른쪽 어깨에서 팔꿈치 사이에 있으나, 다른 루시의 낙인과는 다른 흰색이며 생김새도 다르다. 본인 왈 「타버렸다」. 망가진 루시라고 자조 섞여 말한다(기억 상실로 사명을 잊어버렸다는 의미도 있지만 오팡도 실제 그녀를 그렇게 부른다). 낙인이 진행되지 않기에 시해가 될 일은 없으나 루시의 힘은 행사할 수 있다. 바닐라를 시해로 만들고 싶지 않다는 생각, 그리고 기억의 부활과 사명의 수행에 집착하며, 때문에 사명의 수행에 별 관심이 없는 바닐라와 엇갈리기도 한다.
바닐라와 함께 수백년 전 묵시전쟁에서 싸웠던 그랑＝파루스의 루시이다. 눈을 뜬 후로 ‘에우리데’에서 일어난 사고 후에 성부군의 추격자들로부터 도망치고 있었는데 ‘리그티’와 조우해 기병대에 몸을 받기며 레인즈의 협력으로 바닐라를 찾고 있다.
무기는 창으로 삼절곤 형상으로 변형 가능하다. 처음부터 끝까지 공격능력・약체마법・방어력이 톱 클래스.

### 조연급 등장 인물
세라・파론 (Serah Farron)
성우 - 코토부키 미나코 (성우) / 로라 베일리 / 모션 연기 - 가와부치 가오리(川渕かおり)
18세. 신장 164cm. 라이트닝의 여동생이며 스노우의 약혼자. 언니를 배려하면서도 자신의 일은 스스로 해결하려는 심지 굳은 여동생. 하이스쿨의 최종 학년으로 코쿤 수도 에덴의 대학에 진학이 결정되었으나 호기심에 보덤의 이적(異跡)에 들어갔다가 이적 내부의 파루시＝아니마에 의해 루시로 선택되고 만다. 그녀가 코쿤에서 최초로 하계의 파루시에게 선택받은 루시인 셈이다.낙인은 왼쪽 어깨에서 팔꿈치까지에 있다. 가슴에는 스노우가 선물해준 목걸이, 오른쪽 팔에는 언니와 셋트인 암릿을 끼고 있다. 또한 언니의 생일에 접을 수 있는 나이프를 선물했으며 「뭔 센스냐…」하고 핀잔 받았다.(나이프를 보낸 이유는 소설 에피소드 0에서 밝히고 있다)
돗지・캇츠로이(Dajh Katzroy)
성우 - 우자와 쇼타로(鵜澤正太郎) / 코너 빌라드
6세. 신장 117cm(머리카락 포함). 삿즈의 아들로 부자간에 아프로 헤어스타일을 하고 있다. 3년 전에 어머니를 잃었으나 솔직하고 밝은 성격이며 때로는 아버지를 배려하는 대견한 모습을 보인다. 에우리데의 에네르기・플랜트를 제어하고 있는 파루시＝쿠쟈타에 의해서 코쿤의 루시로 선택받았다. 성부군은 하계의 파루시와 그것이 선택한 루시(세라)에 대응하는 것으로 선택 받았다고 보고 있다. 실제로는 하계인의 습격에 위기를 감지한 파루시가 호위를 목적으로 선택했을 뿐이다. 낙인은 오른쪽 손의 갑주에 있으며 붕대로 숨기고 있다. 루시임에도 마법을 구사하는 능력을 가지고 있지 않으며 그 대신 하계 루시의 존재를 감지할 수 있다.
병아리 초코보(Chocobo Chick)
에우리데의 펫 숍에서 돗지가 조르자 삿즈가 구입한 초코보 병아리. 돗지의 친구가 될 예정이었으나 돗지가 루시가 되어린 탓에 같이 놀았던 시간은 적다. 삿즈의 머리카락을 보금자리로 삼고 있으며 작지만 사람의 말을 이해하고 사랑스러운 행동을 하기도 하며, 때로는 삿즈를 격려하기도 질타하기도하는 듯한 행동으로 삿즈의 마음에 의지가 되어주었다. 암컷인지 수컷인지 알 수 없어서 이름도 아직 정하지 못했다.
노라・에스토하임(Nora Estheim)
성우 - 마쓰시타 고미나(松下こみな) / 메리 엘리자베스 맥글린
신장 163cm. 호프의 어머니. 가족 사이를 좋게 하기 위해서 가족여행을 계획했다. 호프와 같이 보덤을 방문했을 때에 퍼지에 휘말린다. 스노우가 이끄는 ‘노라’의 저항 운동에 참가하지만, 성부군의 공격으로 부상. 높은 곳에서 떨어질 듯 버틸 때 스노우가 있는 힘을 다해 구출하려하지만 힘이 다해 호프를 부탁하고는 떨어지고 만다.
바르토로메이・에스토하임(Bartoromy Estheim)
성우 - 아이자와 마사키 / 안드레 솔리우초
신장 178cm. 호프의 아버지. 노라가 제안한 가족 여행에는 일 때문에 참가할 수 없었다. 가정보다 일을 우선하고 있어 호프와의 거리가 멀어져버렸지만 실제로는 아내도 아들도 싶이 사랑하고 있는 좋은 아버지. 루시가 되어버린 아들에게도 변함 없이 아버지로서 대화하고 그 외 사람들에게도 따뜻하고 개념있는 태도를 보인다. 어떤 사정으로 기병대로부터 보호받으나, 그 후의 어찌 되었는지는 불명(게임 플레이 중 호프의 대화로 유추하면 무사한 듯 하다). 속편 XIII-2에서 아카데미 설립에 관여한 것이 밝혀졌다
아모다(Amodar)
성우 - 우에다 유지 / 데이브 위튼버그
신장 186cm. 라이트닝의 상사이며 작품 중에 그녀가 유일하게 존칭을 사용하는 인물이다. 계급은 상사. 풍채 좋게 살이 찐 체격으로 성부의 경비군 「보덤 치안연대」에 소속된 군인이면서 「노라」를 이해하는 듯한 태도르 보인다. 자신의 출세는 안중에도 없으며 부하의 승진을 항상 챙겨준다. 라이트닝을 사관 후부생으로 추천하는 추천장을 제출하려는 뜻을 라이트닝 본인에게 밝혔다.

#### 노라
리더인 스노우를 전원이 신뢰하고 있으며 그가 루시라는 것을 알고도 변함 없이 대해준다.
가도(Gadot)
성우 - 사토 비이치(佐藤美一) / 잭 행크스
21세. 192cm. 곤두 선 붉은 머리카락의 덩치 큰 청년. 강경한 성격으로 강한 상대에게도 단신 돌격하는 남자. 「노라」의 부대장격. 스노우와는 시설에서 알게 되었으므로 어릴적부터 친하게 지낸 친우. 날뛰길 좋아하며 뜻한 바는 곧바로 실행하는 타입이다. 스노우만이 유일하게 그걸 나무랄 수 있다. 자타 공인 노라 최강의 남자.
레브로(Lebreau)
성우 - 아사카와 유 / Anndi McAfee
19세 168cm. 검은 머리카락으로 노출이 심한 패션을 한 여성. 지기 싫어하는 성격이지만 주변인을 다정하게 돌봐주는 부드러운 마음씨를 가졌다. 친척도 없고 ‘스노우’나 ‘가도’와는 시설에서 알게 된 사이이다. 가도와 같이 초만에만 스노우와 같이 동료로서 전투에 참가한다. 요리 실력으로도 정평이 나 있으며 보덤에서는 카페를 운영하고 있고 그 지역에서 그럭저럭 인기를 끌고 있다.
마키(Maqui)
성우 - 나루세 마코토 / Daniel Samonas
17세. 162cm. 고글을 찬 황금 머리카락의 소년. 특기는 기계를 만지기로 전투 실력은 별로이다. 집에 틀어박히는 내향적인 생활을 보내지만 스노우와 만난 후로 외출을 하게 되었다. 스노우를 매우 존경, 동경하고 있다. 특정 조건을 클리어하면 그가 경영하는 상점에서 아이템을 구입할 수 있게 된다.
유쥬(Yuj)
성우 - 하타노 와타루 / 제프 피셔
19세. 신장 181cm. 푸른 머리카락의 남성. 무드 메이커로 스노우, 가드, 레브로와는 같은 시설에서 커온 사이. 조금 나르시스트적인 면이 있고 패션에 꽤나 집착한다.

#### 성부관계자

##### PSICOM(사이콤)
야그・롯슈(Yaag Rosch)
성우 - 도치 히로키(東地宏樹) / 존 커리 / 모션 연기 - 시라하마 고지(白濱孝次)
신장 190cm. 성부군의 정예부대 「PSICOM(사이콤)」을 총 지휘하는 관리관, 계급은 중좌(중령). 루시를 잡아 코쿤 시민의 생명을 안전하게 지키는 것에 사명감을 불태우고 있지만 무차별적인 파지 등의 정책에 대해 내심 불만이 많다. 그러나 레인즈와는 다르게 코쿤 시민의 기대를 어기지 못하고 파지를 강행한다. 레이피어같은 검을 가지고 있다. 루시・나바토와는 사관학교 동기이지만 성적은 아깝게 2위였다. 코쿤을 지키기 위해서 하계의 루시인 주인공들과 몇 번이고 싸우게 된다. 맨 몸이나 특수 장비로 싸우는 것이 아닌 「프라우드・크랏도」라는 전투기를 이용해 싸운다. 스토리 도중에 그랑＝파루스의 마물(킹 베히모스) 2마리에 습격당할 뻔하자 자폭했다.
질・나바토(Jihl Nabaat)
성우 - 소노자키 미에(園崎未恵) / 폴라 티소 / 모션 연기 – 카와이 하루카(河井春香)
신장 166cm. 성부군 PSICOM의 여성 장교. 계급은 중좌(중령)으로 사관학교를 수석으로 졸업한 인재. 파루스의 영향을 받은 인간을 강제로 코쿤에서 추방하는 ‘파지’ 정책조차도 코쿤을 지키기 위해서라면 옳고 그름도 따지지 않고 실행하는 잔인한 성격. 걸치고 있는 안경은 그 본심을 숨기기 위한 도수 없는 안경. 평소에도 ‘케인’이라고 불리는 형벌 지팡이를 휴대하고 있다. 병사로서는 코쿤과 성부만을 생각하는 바른 성부군의 귀감이다. 스토리 도중 ‘다이스리’에 의해 처리당한다.

##### 경비군 광역 즉응 여단(기병대)
시드・레인즈(Cid Raines)
성우 - 나카무라 유이치 / 에릭 데이비스
신장 199cm. 성부군의 에덴 경비군 유격 부대인 기병대라 불리는 부대를 통솔한다. 계급은 준장. 부하로부터 신뢰가 두텁고 훌륭한 수환을 가지고 있으나 파루시 성부에는 불만을 가지고 있는 듯하며 야망을 가지고 있는 듯 보인다. 때로는 파티를 서포트하지만 그 진의는 불명. FF 시리즈에서 친숙한 「시드」라는 이름을 가지고 있으나 작품 속에서는 이름이 아니라 성인 레인즈로 불리고 있다. 실은 성부의 루시였다.
덧붙여 캐릭터 디자인을 담당한 노무라(野村)는 「시드」라는 이름이 붙는 게 알려진 것은 이미 디자인이 끝난 후였다라고 코멘트.
리그티(Rygdea)
성우 - 가세 야스유키(加瀬康之) / 조시 로버트 톰프슨
신장 180cm. 레인즈의 오른팔로 각종 공작의 지휘를 보고하는 기병대의 사관. 계급은 대위로 권위에 굴하지 않는 강한 마음을 품고 있다. 군 상층부에 대해 반감을 가지고 있다.

##### 그 외
가렌스・다이스리(Galenth Dysley)
성우 - 시노즈카 마사루(篠塚勝) / S. 스콧 불럭
신장 185cm. 코쿤을 통치하는 성부의 대표. 코쿤 시민의 공정한 선거로 선출된 정치적인 대표로 누구보다 코쿤의 평화를 원하고 있으며 사람들로부터 신뢰받고 있다. 그러나 그 실태는 사람이나 루시를 도구로만 보며, 「우민」이라고 부르기도 하는 등 비정한 성격으로 더욱이 바르토안데레스라는 파루시였다. 하계의 파루시가 발견되었을 때, 그 자리에서 ‘파지’ 정책을 실행시켰다.

## 세계관
『FFXIII』는 하늘에 떠 있는 세계 「코쿤」과 그 밑에 펼쳐진 「코쿤과는 전혀 다른 모습의 대륙 그랑＝파루스」. 이 2 곳이 주 무대가 된다.

### 파루시
크리스탈의 힘을 원천으로하며 마법을 자유자재로 구사하는 상식을 초월한 존재로 세계를 창조한 신이 만들어냈다. 말하자면 「신의 기계」인 셈이며, 신이 부여한 사명과 기능에 따라서 스스로 모습을 형성했다. 파루시의 이름은 대개 역대 FF시리즈의 소환수에서 유래한다. 스토리에 나오는 파루시의 정식 명칭은 파루시＝○○(여기에 이름이 온다)라는 명칭으로 불린다.
스토리에는 다양한 모습과 역할을 가진 파루시가 등장하는데, 크게 2가지로 분류할 수 있다. 하나는 코쿤 사람들의 생활을 지탱하는 「성부(코쿤) 계」와, 다른 하나는 그랑＝파루스를 개척하는 「하계(파루스) 계」이다. 각각 계급이 있어 하위 파루시는 상위 파루시를 거역할 수 없다. 스토리에서 바르토안데레스가 코쿤을 멸망시키기 위해서 하계의 파루시나 루시를 이용하는 번거로운 방법을 취하는 것에는, 성부계 파루시나 루시가 코쿤 최상위 파루시인 오판을 공격할 수 없기 때문이다.

### 성부계 파루시
사악한 신 린제에 의해 만들어진 파루시들. 코쿤의 관리와 살고 있는 주민들을 보호하는 사명을 가지고 있으며, 몸의 일부에 사람 얼굴이 파묻혀져 있는 것이 특징이다. 총 숫자는 800만 이상이라 일컬어지며 코쿤의 사람들은 파루시＝에덴이 그들을 통솔하고 있다고 생각하고 있으나, 실제로는 에덴을 포함한 모든 파루시에 에네르기를 공급하는 파루시＝오판이 정점에 있으며 오판 이외의 파루시들은 바르토안데레스가 지배하고 있다.
그들의 진정한 목적은 인간의 “보호”가 아니라 “양식”이며, 최종적으로는 수천 만의 코쿤 시민을 모두 죽여서 그 혼을 신(린제)가 계신 불가시세계에 일제히 보내는 것으로 불가시세계로의 “문”을 여는 것에 있다.
에덴
코쿤의 파루시 모두를 제어하고 있는 삼위일체의 파루시. 성부에 조언을 하는 등 정치에도 참가하고 있다.
페닉스
에덴과 가까운 곳, 코쿤 중천에 위치하고 있으며 코쿤 전체에 열과 빛을 제공하고 있는 태양과 같은 존재. 그 이외에도 코쿤의 기상도 관리하고 있으며 기후를 제어하는 파루시 중 최상위에 위치한다.
카방클
파룸포룸의 식량생산 공장을 관리하고 있다. 중앙의 거대한 크리스탈 양쪽에 사람의 얼굴을 본뜬 두 장의 날개가 있으며, 직접 보면 거대한 나비와 같은 모습을 하고 있다.
쿠쟈타
에우리데 협곡의 에네르기 공장을 제어하고 있다. 모습이 드러나 보이는 곳에 있어 사람들에게 관광 명물로서 친숙한 존재.
미네르바
다이스리가 거느리고 있는 부엉이로 날개에는 코쿤 계 파루시의 문양이 있고 가슴에는 사람의 얼굴이 붙어있다. 다이스리를 대신해 루시 일행의 행동을 감시하고 있다. 비공정으로 변신하는 능력을 가지고 있으며 바르토안데레스의 의도로 라이트닝 일행을 도와주는 경우도 있다.
바르토안데레스
코쿤을 창조한 파루시. 다양한 모습으로 변신이 가능. 행동이 불가능한 오판의 하인 같은 존재로 코쿤을 창조했으면서도 파괴를 바라고 있으며, 아니마가 잠들어 있는 이적(異跡)을 끌어올리기도 하며 뒤로는 신의 부활을 위한 계획을 진행시키고 있다. 스토리에서 주인공들에게 「내 손에 이끌려왔다」라고 말했다.
정체 불명의 괴조 미네르바를 부리며, 파티를 감시. 위기에 빠뜨리기도 하지만 때로는 목적을 위해 구해주기도 한다.
오판
성우 - 시모노 히로(下野紘) / Michael Sinterniklaas(남성), 소노자키 미에(園崎未恵) / Julia Fletcher(여성)
파루시＝에덴의 중추에 존재하며 강대한 힘을 에덴을 지탱하고 코쿤을 지탱한다. 스스로 멸망당하는 것으로 신의 부활을 원하고 있으며, 다른 파루시를 이용해 루시가 자신을 ‘기능 정지＝에덴의 기능 정지’로 만들어 코쿤 전체의 붕괴를 이끌어내기 위해 음모를 꾸미고 있다.

### 하계계 파루시
대신(大神) 파루스에 의해 창조된 파루시들. 대체로 짐승같은 모습을 하고 있는 것이 특징. 성부계 파루시와 달리 그랑＝파루스의 사람들을 적극적으로 지원하지 않으며 역으로 각자의 목적을 위해 계속해서 루시로 변화시켜 사용하고 버려왔다. 그 때문에 그랑＝파루스에서는 사람들의 모습이 사라졌고, 반대로 시해(シ骸)나 명비가 도처에 나타났다. 성부계 파루시가 인간의 대량학살로 신의 세계로 가는 “문”을 열려고 하는 것과 다르게 하계계 파루시는 “문”은 그랑＝파루스의 어딘가에 있다고 생각하고 있으며, 각자의 영토에서 “문”을 찾고 있으나 파루스의 사람들은 이들이 그랑=파루스를 개척하고 있는 것이라고 착각하고 있다. 또한 세계의 “밖”으로부터의 침공에 대비해 엄청나게 많은 ‘아크’를 건조했다.
아니마
라이트닝 일행을 루시로 만들었다. 스토리 처음으로 등장하는 하계의 파루시. 예전에는 파루스의 요르바 향(郷) 부근에 있었으며 요르바 향의 사람들로부터 수호신으로 숭배받았으나 그랑＝파루스로부터 물자를 약탈해가는 코쿤에 분노해 팡과 바닐라를 포함한 많은 루시들에게 코쿤을 파괴하라고 명령했으며 이로써 묵시전쟁이 일어났다. 여신 에트로에 의해 강제적으로 잠이 들었으며, 잠 들고 있는 동안 바르토안데루스에 의해 코쿤을 수복하기 위한 재료와 뒤섞여 의도적으로 코쿤으로 끌어올려졌다. 이후 보덤의 명물로서 친숙한 존재가 되는데, 600년간 보덤의 이적에 잠들어 있었으나 스토리가 시작되는 13일 전에 각성했다.
또한 보덤의 이적 그 자체가 아니마의 몸이라고 할 수 있다.
루시에게 마물 퇴치를 시켜서 “문”의 단서를 얻을 생각을 하고 있다.
비스마르크
그랑＝파루스의 스리야 호수를 수호하고 잇는 고래 비슷한 모습의 파루시. 호수에 침입해 오는 적을 용서 없이 처리하지만, 직접 손을 쓰지 않는 교활함도 가지고 있다. 그가 가진 사명은 물의 침식 작용으로 토지를 개척하는 것이라고 여겨지고 있으나 실제로는 수맥과 물의 흐름을 통한 침식을 이용해 대지를 갈라 그 속에 있을지도 모를 “문”을 찾고 있는 것에 불과하다.
아토모스
계속 그랑＝파루스의 대지를 계속 파대고 있으며 광대한 대지를 파내는 것으로 영토를 확대하고 있다고 여겨지나 실제로는 땅 속에 있을지도 모르는 신에 이르는 “문”을 찾고 있다. 어째서인지 내부에 탈 수 있어 작품 속에서 이동 수단으로 이용 가능하다.
다하카
테진 타워에 둥지를 튼 파루시. 염주를 떠올리게 만드는 모습에서 예전부터 대신(大神) 파루스의 악세사리였다고 전해진다.“문”을 찾아서 항상 그랑＝파루스의 하늘을 날고 있다. 거처인 테진 타워에 침입하는 침략자에 대해서는 불덩이 등으로 용서 없이 처리하려 한다.
드래곤을 떠올리게 하는 얼굴에 추악한 가면을 쓰고 있다. 다하카가 테진 타워에 살게 된 이유는 탑의 ‘동력로’로부터 에너지를 얻기 위해서이다.
타이탄
거인의 모습을 가진 파루시. 파루스 계 파루시 중에서는 가장 눈에 잘 띄는 파루시이다. 아르카키르티 대평원의 저편에서 여유롭게 걸어다니는 모습을 볼 수 있다. 미션을 통해 많은 시련을 플레이어에게 부여하지만 직접 그와 전투할 일은 없다. 너무 번식한 종을 먹어치워 숫자를 조정하며 또한 먹은 종을 원료로 다른 종을 탄생시키는 것으로 그랑＝파루스의 생태를 조정하여 “문”에 이르기 위한 실마리를 찾으려 한다. 팡이 말하길 「뭐든지 먹어치우는 먹보」.

## 판매량
- 약 999만 장[4]
- 약 1729만 장[7]
- 약 1477만 장[7]
 3555만 장[7]

## 평가
| 평가 |                                                                           |
| --- | ------------------------------------------------------------------------- |
| 통합 점수 통합사 점수 게임랭킹스 PS3: 84% (62 reviews) [ 8 ] X360: 82% (39 reviews) [ 9 ] PC: 55% (3 reviews) [ 10 ] 메타크리틱 PS3: 83/100 (83 reviews) [ 11 ] X360: 82/100 (54 reviews) [ 12 ] PC: 65/100 (6 reviews) [ 13 ] 평론 점수 평론사 점수 1UP.com A− [ 14 ] CVG 9.2/10 [ 15 ] 에지 5/10 [ 16 ] 유로게이머 8/10 [ 17 ] 패미츠 39/40 [ 18 ] 게임 인포머 9.25/10 [ 19 ] 게임스팟 8.5/10 [ 20 ] 게임스파이 4.5/5 [ 21 ] IGN 8.9/10 [ 22 ] OPM (UK) 9/10 [ 23 ] 플레이 7.9/10 [ 24 ] |                                                                           |
| 통합 점수 |                                                                           |
| 통합사 | 점수                                                                      |
| 게임랭킹스 | PS3: 84% (62 reviews) X360: 82% (39 reviews) PC: 55% (3 reviews)          |
| 메타크리틱 | PS3: 83/100 (83 reviews) X360: 82/100 (54 reviews) PC: 65/100 (6 reviews) |
| 평론 점수 |                                                                           |
| 평론사 | 점수                                                                      |
| 1UP.com | A−                                                                        |
| CVG | 9.2/10                                                                    |
| 에지 | 5/10                                                                      |
| 유로게이머 | 8/10                                                                      |
| 패미츠 | 39/40                                                                     |
| 게임 인포머 | 9.25/10                                                                   |
| 게임스팟 | 8.5/10                                                                    |
| 게임스파이 | 4.5/5                                                                     |
| IGN | 8.9/10                                                                    |
| OPM (UK) | 9/10                                                                      |
| 플레이 | 7.9/10                                                                    |

## 참조

### 주해
1. ↑  영어: Final Fantasy XIII, 일본어: ファイナルファンタジーXIII

## 같이 보기
- 파브라 노바 크리스탈리스 파이널 판타지
- playstation home - 본 작품과 콜라보레이션한 퍼스널 스페이스(기간 한정 무료)・코스튬과 아이템을 판매.